# Falniowskia neglectissima
Falniowskia neglectissima е вид коремоного от семейство Hydrobiidae.

## Разпространение
Видът е разпространен в Полша и Украйна.